# 布吕尔 (北莱茵-威斯特法伦州)
布吕尔（德語：Brühl，發音：[bʁyːl] ⓘ）是德国北莱茵-威斯特法伦州科隆行政区莱茵-埃尔夫特县的城市，面积36.12平方千米，2023年12月31日人口为45,515人。

## 友好城市
截至2021年9月，布吕尔共与六座城市结为友好城市关系：
- 法國 索镇（1964年）
- 英国 皇家利明顿温泉（1973年）
- 德国 魏斯瓦瑟（1990年）
- 波蘭 库尼采乡（英语：Gmina Kunice）（1997年）
- 希腊 哈尔基斯（1999年）
- 土耳其 卡什（2002年）